# El Durazno, Chiapas
El Durazno är en ort i Mexiko.   Den ligger i kommunen Comitán Municipality och delstaten Chiapas, i den sydöstra delen av landet, 800 km öster om huvudstaden Mexico City. El Durazno ligger 1 946 meter över havet och antalet invånare är 111.
Terrängen runt El Durazno är kuperad åt sydväst, men åt nordost är den platt. El Durazno ligger nere i en dal. Runt El Durazno är det ganska tätbefolkat, med 100 invånare per kvadratkilometer. I omgivningarna runt El Durazno växer i huvudsak blandskog.